# Кука (село, Забайкальский край)
Кука́ — село в юго-западной части Читинского района Забайкальского края России. Входит в сельское поселение «Леснинское». Бальнеологический курорт.

## География
Расположено в 60 км к юго-западу от Читы, в 8 км на юго-запад от ст. Лесная, и в 10 км к югу (ЮЮВ, по грунтовой дороге) от ст. Кука, в 15 км к западу по автодороге от центра сельского поселения, посёлка Лесной Городок.
Посёлок расположен в восточных отрогах Яблонового хребта, на высоте около 800 м, в долине реки Кислый Ключ (приток Ингоды), на восточном склоне горы Кресловая (879,6 м). Большей частью территория посёлка покрыта смешанными лесами.

## Климат
Климат резко континентальный. Зима очень холодная; средняя температура января −23 °C. Весна сухая, солнечная, ветреная. Лето умеренно тёплое; средняя температура июля 18 °C. Осадков около 350 мм в год, главным образом, летом. Число часов солнечного сияния 2 300 в год.

## Население
| 2010 | 2021 |
| ---- | ---- |
| 283  | ↘259 |

## Инфраструктура
В селе функционируют: клуб, фельдшерско-акушерский пункт.

## Курорт

Тропа от Здравницы к корпусу № 6

Здание Здравницы курорта

Основной природный лечебный фактор — углекислая железистая гидрокарбонатная магниево-кальциевая вода (минерализация 3,8 г/л). Суточный дебит 43 тыс. л. Применяется для питьевого лечения больных с заболеваниями органов пищеварения. В качестве лечебно-столовой воды под названием «Кука» разливается в бутылки (2 млн бутылок в год — 1980-е). Первое описание источника относится к середине XIX в. В 1936 году пробурёна 1-я скважина, в 1959 году закончены буровые и каптажные работы по выведению минеральных вод. Функционирует профсоюзный санаторий (172 места). Имеется питьевой бювет (ныне две скважины, 3-я — в районе села Хвойный), аэросолярий; функционирует курортная поликлиника. Наряду с бальнеотерапией проводят климато- и физиотерапию. В 6 км от курорта расположен детский санаторий для больных костным туберкулёзом (150 мест). Работает турбаза «Минеральная» (530 мест; 51°43′13″ с. ш. 112°57′35″ в. д.).

## Разное
Входит в Перечень населённых пунктов Забайкальского края, подверженных угрозе лесных пожаров